# سیلوی گندم شیراز

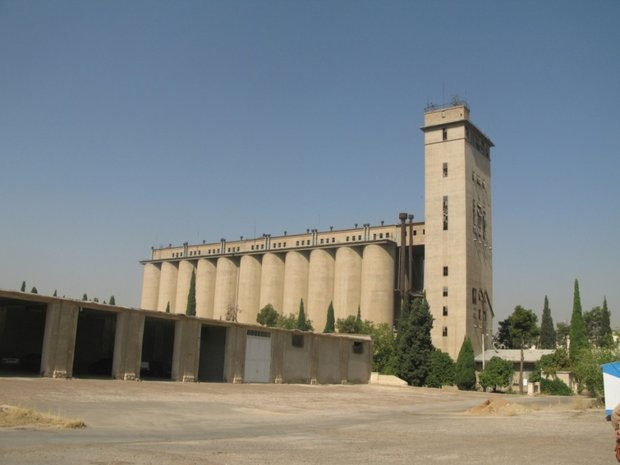
سیلوی گندم شیراز

سیلوی گندم شیراز اولین سیلوی گندم استان فارس محسوب می‌شود که متعلق به دوره پهلوی بوده و تأثیر بسزایی در روند صنعتی شدن داشته و یادگاری از آغاز دوران مدرنیته، نظم و قانون در ایران است. این بنا جزو فهرست بلندترین ساختمان‌ها در شیراز می باشد. سیلوی گندم شیراز دارای 60 متر ارتفاع بوده و 7 طبقه دارد.
علاوه بر قدمت، این بنا نخستین سازه دوره صنعتی شیراز است که اولین آسانسور در آن به کاررفته است.
مصالح اصلی بنا نیز از بتن مسلح است که خود یکی دیگر از ارزشهای این اثر است. بتن مسلح یکی دیگر از دستاوردهای انقلاب صنعتی بوده و سیلوی شیراز جز اولین بناهایی است که در ایران با کمک این دستاورد ساخته و همچنان استوار و پابرجا مانده است.
ظرفیت ذخیره‌سازی این سیلو ۱۶ هزار تن در سال بوده و در حال حاضر از انبارها و سایر فضاهای اداری آن استفاده می‌شود.

## موقعیت جغرافیایی
سیلوی گندم شیراز واقع در استان فارس، شهر شیراز، چهار راه حافظیه می‌باشد. این مکان در نزدیک حافظیه و بیمارستان دکتر میرحسینی قرار گرفته است.

## ثبت ملی
برج سیلوی گندم شیراز در ۵ دی ماه سال۱۳۹۷ به شماره ۳۲۱۸۰ به ثبت ملی رسیده است.